# 2004 US10
2004 US10, também escrito como 2004 US10, é um objeto transnetuniano que está localizado no Cinturão de Kuiper, uma região do Sistema Solar. Este corpo celeste é classificado como um plutino, pois, o mesmo está em uma ressonância orbital de 2:3 com o planeta Netuno. Ele possui uma magnitude absoluta de 9,3 e tem um diâmetro estimado com 61 km.

## Descoberta
2004 US10 foi descoberto no dia 17 de outubro de 2004 pelos astrônomos C. A. Trujillo e S. S. Sheppard.

## Órbita
A órbita de 2004 US10 tem uma excentricidade de 0,216 e possui um semieixo maior de 39,410 UA. O seu periélio leva o mesmo a uma distância de 30,887 UA em relação ao Sol e seu afélio a 47,933 UA.